# Угалі
Угалі — основна страва раціону африканської етнічної групи Календжин. Являє собою круто зварену кашу або пюре на основі кукурудзяного борошна. Угалі є джерелом енергії. Угалі їдять руками: формують невелику кульку і роблять в ній заглиблення, щоб вийшло щось на зразок їстівної ложки. Потім можна наповнити поглиблення рагу, м'ясом або соусом.